# Вишни Орлик
Вишни Орлик (слч. Vyšný Orlík) насељено је мјесто са административним статусом сеоске општине (слч. obec) у округу Свидњик, у Прешовском крају, Словачка Република.

## Становништво
| Година:    | 1994. | 2004.    | 2014.   | 2024.   |
| ---------- | ----- | -------- | ------- | ------- |
| Број људи: | 367   | 413      | 376     | 385     |
| Разлика:   |       | +12,53 % | -8,95 % | +2,39 % |

| Година:    | 2023. | 2024. |
| ---------- | ----- | ----- |
| Број људи: | 385   | 385   |
| Разлика:   |       | +0 %  |

Према подацима о броју становника из 2024. године насеље је имало 385 становника.